# (11574) d’Alviella
(11574) d’Alviella (1994 BP3) – planetoida z grupy pasa głównego asteroid okrążająca Słońce w ciągu 3,47 lat w średniej odległości 2,29 j.a. Odkryta 16 stycznia 1994 roku.